# Reggie Bullock
Reginald Ryedell "Reggie" Bullock (Kinston, Carolina del Norte, 16 de marzo de 1991) es un jugador de baloncesto estadounidense que actualmente se encuentra sin equipo. Con 1,98 metros de altura, juega en la posición de escolta.

## Trayectoria deportiva

### Universidad
Tras haber participado en 2010 en el prestigioso McDonald's All-American Game, jugó durante tres temporadas con los Tar Heels de la Universidad de Carolina del Norte, en las que promedió 9,9 puntos y 5,0 rebotes por partido. En su última temporada fue incluido en el segundo mejor quinteto de la Atlantic Coast Conference.

#### Estadísticas
| Año     | Equipo         | PJ  | PT | MPP  | %TC  | %3P  | %TL  | RPP | APP | ROB | TPP | PPP  |
| ------- | -------------- | --- | -- | ---- | ---- | ---- | ---- | --- | --- | --- | --- | ---- |
| 2010–11 | North Carolina | 27  | 0  | 14.5 | .367 | .296 | .565 | 2.8 | .6  | .7  | .1  | 6.1  |
| 2011–12 | North Carolina | 38  | 18 | 25.4 | .428 | .382 | .727 | 5.1 | 1.4 | .7  | .2  | 8.8  |
| 2012–13 | North Carolina | 35  | 35 | 31.4 | .483 | .436 | .767 | 6.5 | 2.9 | 1.3 | .3  | 13.9 |
| Total   | Total          | 100 | 53 | 24.6 | .439 | .387 | .720 | 5.0 | 1.7 | .9  | .2  | 9.9  |

### Profesional

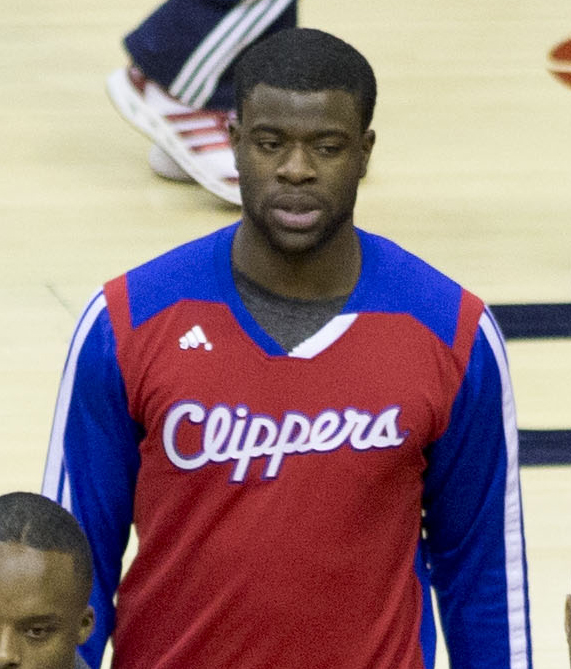
Bullock con los Clippers en diciembre de 2013.

Fue elegido en la vigesimoquinta posición del Draft de la NBA de 2013 por Los Angeles Clippers, debutando como profesional ante Los Angeles Lakers, jugando un único en el que anotó dos puntos.
El 15 de enero de 2015 fue traspasado a los Phoenix Suns en un acuerdo entre tres equipos que también incluyó a los Boston Celtics. El 29 de enero fue asignado a los Bakersfield Jam de la D-League.
El 9 de julio de 2015, Bullock fue traspasado a Detroit Pistons, junto a Danny Granger y Marcus Morris.
Tras tres temporadas y media en Detroit, el 5 de febrero de 2019 fue traspasado a Los Angeles Lakers a cambio de Svi Mykhailiuk.
El 1 de julio de 2019, firma un contrato de $4,7 millones y 2 años con New York Knicks.
Tras dos años en Nueva York, el 3 de agosto de 2021, firma como agente libre con Dallas Mavericks por $30 millones y 3 años.
Al término de su primera temporada en Dallas, le es otorgado el premio Social Justice Champion.
Tras dos temporadas en Dallas, el 5 de julio de 2023, es traspasado a San Antonio Spurs en un intercambio entre tres equipos. Pero es cortado por los Spurs el 30 de septiembre, y firmando por Houston Rockets.

## Estadísticas de su carrera en la NBA

### Temporada regular
| Año     | Equipo        | PJ  | PT  | MPP  | %TC  | %3P  | %TL   | RPP | APP | ROB | TPP | PPP  |
| ------- | ------------- | --- | --- | ---- | ---- | ---- | ----- | --- | --- | --- | --- | ---- |
| 2013-14 | L.A. Clippers | 43  | 0   | 9.2  | .355 | .301 | .778  | 1.3 | .3  | .2  | .0  | 2.7  |
| 2014-15 | L.A. Clippers | 25  | 2   | 10.5 | .426 | .385 | .800  | 1.6 | .2  | .4  | .1  | 2.6  |
| 2014-15 | Phoenix       | 11  | 0   | 6.8  | .063 | .000 | .500  | .9  | .2  | .1  | .2  | .4   |
| 2015-16 | Detroit       | 37  | 0   | 11.6 | .439 | .415 | .933  | 1.8 | .7  | .3  | .1  | 3.3  |
| 2016-17 | Detroit       | 31  | 5   | 15.1 | .422 | .384 | .714  | 2.1 | .9  | .6  | .1  | 4.5  |
| 2017-18 | Detroit       | 62  | 52  | 27.9 | .489 | .445 | .796  | 2.5 | 1.5 | .8  | .2  | 11.3 |
| 2018-19 | Detroit       | 44  | 44  | 30.8 | .413 | .388 | .875  | 2.8 | 2.5 | .5  | .1  | 12.1 |
| 2018-19 | L.A. Lakers   | 19  | 16  | 27.6 | .412 | .343 | .810  | 2.6 | 1.1 | .8  | .4  | 9.3  |
| 2019-20 | New York      | 29  | 19  | 23.6 | .402 | .333 | .810  | 2.3 | 1.4 | .9  | .1  | 8.1  |
| 2020-21 | New York      | 65  | 64  | 30.0 | .442 | .410 | .909  | 3.4 | 1.5 | .8  | .2  | 10.9 |
| 2021-22 | Dallas        | 68  | 37  | 28.0 | .401 | .360 | .833  | 3.5 | 1.2 | .6  | .2  | 8.6  |
| 2022-23 | Dallas        | 78  | 55  | 30.3 | .409 | .380 | .703  | 3.6 | 1.4 | .7  | .2  | 7.2  |
| 2023-24 | Houston       | 44  | 0   | 9.5  | .415 | .403 | 1.000 | 1.7 | .3  | .3  | .1  | 2.2  |
| Total   | Total         | 556 | 294 | 22.6 | .424 | .385 | .827  | 2.6 | 1.2 | .6  | .1  | 7.3  |

### Playoffs
| Año   | Equipo        | PJ | PT | MPP  | %TC   | %3P  | %TL  | RPP | APP | ROB | TPP | PPP  |
| ----- | ------------- | -- | -- | ---- | ----- | ---- | ---- | --- | --- | --- | --- | ---- |
| 2014  | L.A. Clippers | 2  | 0  | 2.5  | 1.000 | .000 | .000 | .0  | .5  | .0  | .0  | 1.0  |
| 2015  | Detroit       | 2  | 0  | 11.0 | .833  | .667 | .000 | 1.0 | 1.5 | .5  | .0  | 6.0  |
| 2021  | New York      | 5  | 5  | 32.4 | .385  | .345 | .800 | 3.4 | 1.2 | .6  | .2  | 8.8  |
| 2022  | Dallas        | 18 | 18 | 39.3 | .404  | .397 | .889 | 4.6 | 1.7 | 1.2 | .1  | 10.6 |
| Total | Total         | 27 | 23 | 33.2 | .416  | .393 | .870 | 3.7 | 1.5 | 1.0 | .1  | 9.2  |

## Vida personal
Reggie tiene un hijo, Treyson.
El 16 de julio de 2014, asesinaron a su hermana transgénero, Mia Henderson. El sospechoso fue arrestado en agosto de 2015. En agosto de 2016, Reggie dijo sobre su hermana:

"She lived as herself, she taught me how to be (myself). She taught me how to take care of the family... She was happy with being who she was. She wasn't worried about how others felt about her. A person that can isolate the whole world out and not care about other people's feelings is a strong person, to me. That was one of the biggest things that I got from her."
"Vivía como ella misma, me enseñó a ser (yo mismo). Me enseñó a cuidar de la familia... Era feliz siendo quien era. No le preocupaba lo que los demás sintieran por ella. Para mí, una persona que puede aislar a todo el mundo y no preocuparse por los sentimientos de los demás es una persona fuerte. Esa fue una de las cosas más grandes que obtuve de ella."

Desde entonces está muy comprometido con los derechos LGBT, y ha participado en campañas y documentales para dar voz a la comunidad gay.
El 29 de octubre de 2019, Keiosha Moore, otra hermana de Reggie, fue asesinada en un tiroteo en Baltimore.
El abril de 2023 se compró una isla de 20.000 metros cuadrados (5 acres) en Belice por $2 millones, con la intención de construir un resort para su familia.